# شبدة
شبدة مدينة ومنطقة صناعية وفلاحية تونسية، تقع بالضواحي الجنوبية للعاصمة، بين مدينتا نعسان وفوشانة، ترقيمها البريدي 1135. تتبع شبدة إدارياً معتمدية فوشانة من ولاية بن عروس.